# Jonny
Jonny est un programme d'échecs écrit et développé par la mathématicien allemand Johannes Zwanzgery tandis que Mark Roberts est l'auteur du livre de variantes.
Jonny a joué tous les championnats du monde d'Échecs depuis 2003 et devient champion du monde de Blitz en 2011. En 2015 il gagne le Championnat du monde d'échecs des ordinateurs devant Komodo et Hiarcs.